# Pajala (gemeente)
Pajala is een Zweedse gemeente (Zweeds: kommun) in het historische landschap Norrbotten en de tegenwoordige provincie Norrbottens län. Pajala is tevens de naam van de hoofdplaats van deze gemeente.

## Beschrijving
De gemeente Pajala ligt in het uiterste noordoosten van Zweden, aan de voet van het Scandinavische Hoogland. Ze strekt zich van noord tot zuid ongeveer 150 km langs de westoevers van de Muonio en de Torne uit, die de grens met Finland vormen. Door de gemeente stroomt ook de Kalixälven, die via de Tärendö (een bifurcatie) met de Torne verbonden is. De gemeente is overwegend bedekt met naaldwoud en is zeer waterrijk.
Pajala is met een totale oppervlakte van 8125,0 km² een van Zwedens grootste gemeenten. Ze is tegelijk ook dunbevolkt: eind 2007 telde Pajala 6522 inwoners.
In 1884 werd Tärendö van Pajala afgesplitst en tot een zelfstandige gemeente gemaakt. In 1914 gebeurde hetzelfde met Junosuando. Beide gemeenten werden in 1971 echter weer bij Pajala gevoegd, evenals Korpilombolo. Andere plaatsen in de gemeente zijn onder andere Kangos en Muonionalusta.

## Economie
De geografische ligging van Pajala maakte haar tot een natuurlijke handelsplaats voor Zweden, Finnen en Saami. De jaarmarkt van Pajala, dat aan de Torne ligt, was al in de 18e eeuw bekend. In het moderne Pajala zijn land- en bosbouw nog van enige betekenis. De secundaire sector van de gemeente wordt gedomineerd door het midden- en kleinbedrijf. De grootste werkgever is de gemeente Pajala zelf.

## Bezienswaardigheden
- In Pajala staat de Jupukkamasten, een 335 meter hoge zendmast voor FM- en televisie-uitzendingen. Het is (samen met drie even grote andere zendmasten) een van de vier hoogste bouwwerken van Zweden.
- Verder vindt men in Pajala de grootste zonnewijzer ter wereld. Dit cirkelvormige object, dat officieel werd onthuld in 1996, heeft een omtrek van 38,33 m.[2]
- Pajala was de woonplaats van Lars Levi Læstadius (1800-1861), een opwekkingsprediker die wel de Apostel der Saami werd genoemd. Zijn voormalige woonhuis is inmiddels een museum.
- Ongeveer 5 km ten oosten van Pajala ligt Kengis, waar van de zeventiende tot de negentiende eeuw ijzer en koper werden bewerkt. Tussen 1674 en 1715 werden er tevens kopermunten geslagen. Ook de noordelijkste vroonhof van Zweden en de kerk kunnen er worden bezichtigd.
- In Tärendö, dat circa 40 km ten westen van Pajala ligt, is een openluchtmuseum met een twintigtal verschillende gebouwen gevestigd.

## Bekende inwoners
Pajala is de geboorte- en woonplaats van de Zweedse auteur Mikael Niemi, wiens bestseller Populärmusik från Vittula (2000) in het gebied speelt. Niemi is getrouwd met de Friese schrijfster Eelkje Tuma.

## Afbeeldingen

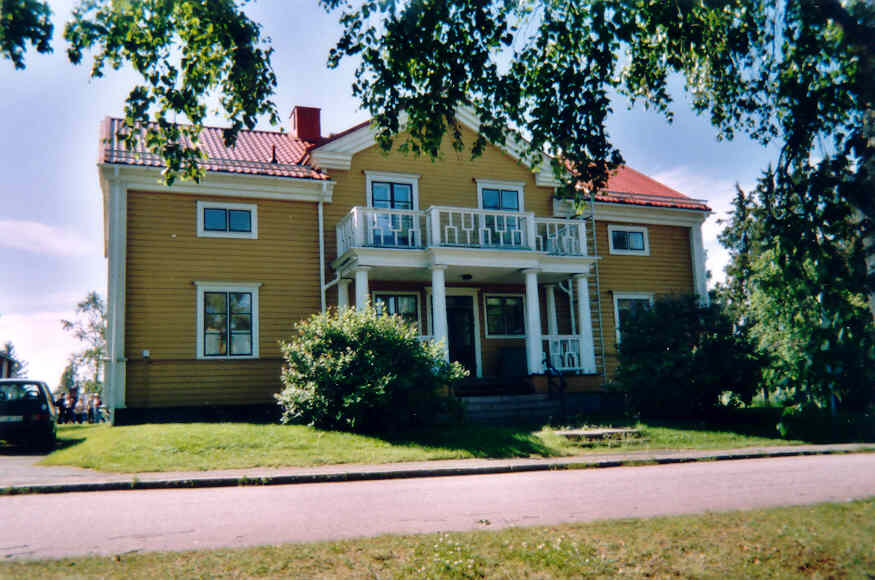
Pajala, pastorie (2004)
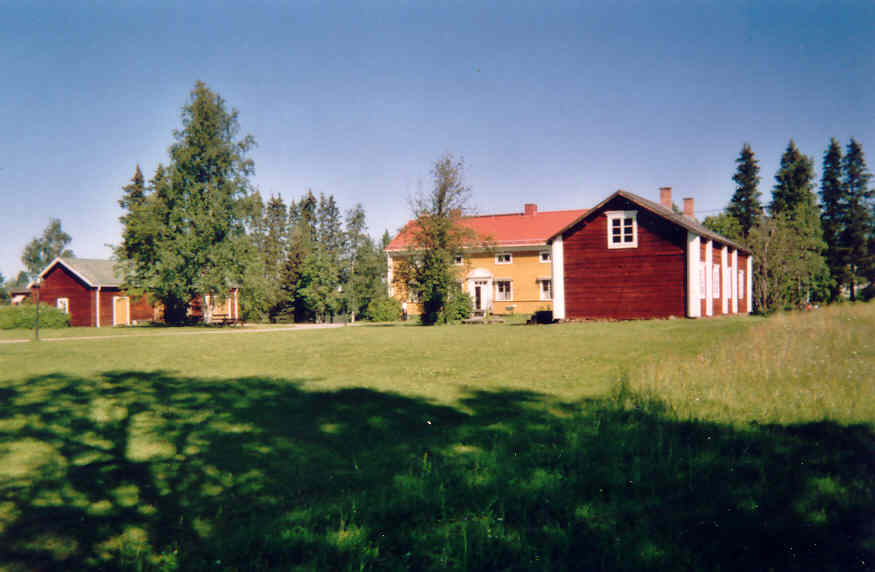
Pajala, voormalig woonhuis van Læstadius (rechts) (2004)

Arjeplog · Arvidsjaur · Boden · Gällivare · Haparanda · Jokkmokk · Kalix · Kiruna · Luleå · Pajala · Piteå · Älvbyn · Överkalix · Övertorneå
Aareavaara · Anttis · Huukki · Isovaara · Jarhois · Juhonpieti en Erkheikki · Junosuando · Kainulasjärvi · Kangos · Kardis · Kassa · Kätkesuando · Käymäjärvi · Kaunisvaara · Kengis · Kenttä · Keräntöjärvi · Kieksiäisvaara · Kiilarova · Kihlanki · Kitkiöjärvi · Kitkiöjoki · Kolari · Kompelusvaara · Korpilombolo · Kurkkio · Lahenpää · Lahnajärvi · Lautakoski · Liviöjärvi · Lovikka · Männikkö · Muonionalusta · Muodoslompolo · Narken · Nuuksujärvi · Ohtanajärvi · Oksajärvi · Pääjärvi · Pajala · Parkalompolo · Pentäsjärvi · Peräjävaara · Pimpiö · Ristimella · Ruosteranta · Sahavaara · Saittarova · Salmijärvi · Särkimukka · Sattajärvi · Selkäjärvi · Suaningi · Talinen · Tärendö · Teurajärvi · Torinen · Törmäsniva · Tornefors